# Mastodon.social
Mastodon.social (MastodonSocial) est un service communautaire européen ,. Il appartient et est exploité par Mastodon gGmbH. Le service est conforme au protocole ActivityPub et l'opération entre les autres services qui prennent en charge ce protocole fonctionne de manière transparente. Similaire au modèle des e-mail.
mastodon.social utilise le logiciel Mastodon côté serveur et propose à ses utilisateurs l'application Web Mastodon qui peut être utilisée en tant que client avec un navigateur. L'utilisateur peut également utiliser un autre programme client de son choix.

## Histoire
mastodon.social a été annoncé par Eugen Rochko le 16 mars 2016.  
En 2021, la propriété du service a été transférée de Rochko à Mastodon gGmbH ,.

## Popularité
mastodon.social compte plus de 700 000 utilisateurs au 20 mai 2022.
En avril 2022, le nombre d'utilisateurs de mastodon.social a bondi lorsqu'Elon Musk a acheté une part importante des actions du service social Twitter ,. Fin avril, il a été annoncé que Musk achèterait tout Twitter , ce qui était susceptible d'intensifier la réaction. À la suite des événements de fin avril, mastodon.social comptait deux fois plus d'utilisateurs simultanés qu'auparavant,.